# Coincidenza matematica
In matematica, il termine coincidenza matematica è utilizzato quando due espressioni numeriche non correlate tra di loro hanno un valore molto simile.
Dato il grande numero di modi di combinare le espressioni matematiche, ci si potrebbe aspettare che si verifichino un gran numero di coincidenze; questo è un aspetto della cosiddetta legge dei grandi numeri. Sebbene alcune coincidenze matematiche possano risultare utili come approssimazioni nella vita di tutti i giorni, il loro interesse è principalmente a carattere di curiosità quando riguardano numeri interi, frazioni con numeratore e denominatore piccolo oppure costanti matematiche usuali.
A volte alcune coincidenze matematiche dipendono dalla base di numerazione adottata, o dal sistema di misura in cui si esprimono le costanti.

## Alcuni esempi
- {\displaystyle e^{\pi }\simeq \pi ^{e}}; corretto al 3% circa.
- {\displaystyle \pi \simeq 22/7}; corretto allo 0,03% circa; {\displaystyle \pi \simeq 355/113}, corretto alla sesta cifra decimale o allo 0,000008%.
- {\displaystyle \pi ^{2}\simeq 10}; corretto al 3% circa. Questa coincidenza veniva usata nel progettare regoli calcolatori, dove le scale pieghevoli si piegano su {\displaystyle \pi } piuttosto che su {\displaystyle {\sqrt {10}}}, perché è un numero più utile e ha l'effetto di piegare le scale all'incirca nello stesso punto.
- {\displaystyle \pi ^{2}\simeq 227/23}; corretto allo 0,0004%.
- {\displaystyle \pi ^{3}\simeq 31}; corretto allo 0,02% circa.
- {\displaystyle \pi ^{4}\simeq 2143/22}; preciso per una parte su {\displaystyle 10^{10}} circa; scoperta del matematico indiano Ramanujan, il quale deve essersi accorto che la rappresentazione in frazione continua di {\displaystyle \pi ^{4}} comincia con {\displaystyle [97;2,2,3,1,16539,1,1,\ldots ]}.
- {\displaystyle \pi ^{5}\simeq 306}; corretto allo 0,006% circa.

(La teoria delle frazioni continue fornisce un trattamento sistematico di questo tipo di coincidenza; e anche di alcune coincidenze come {\displaystyle 2\times 12^{2}\simeq 17^{2}} (ovvero {\displaystyle {\sqrt {2}}\simeq 17/12}). Curiosamente le frazioni continue delle prime potenze di {\displaystyle \pi } raggiungono grandi numeri (>50) abbastanza presto, nel caso di {\displaystyle \pi ^{3}} e {\displaystyle \pi ^{5}} tanto presto quanto il primo denominatore.)
- {\displaystyle 1+1/\log(10)\simeq 1/\log(2)}; dall'osservazione di Donald Knuth che, a meno del 5%, {\displaystyle \log _{2}(x)=\log(x)+\log _{10}(x)}.
- {\displaystyle 2^{10}\simeq 10^{3}}; corretto al 2,4%, vedi Prefissi per multipli binari; implica che {\displaystyle \log _{10}2=0,3}; valore effettivo circa 0,30103; gli ingegneri fanno largo uso dell'approssimazione per cui 3 dB corrispondono a raddoppiare il livello di potenza. Usando questo valore approssimato di {\displaystyle \log _{10}2}, si possono derivare le seguenti approssimazioni per i logaritmi di altri numeri:
  - {\displaystyle 3^{4}\simeq 10\cdot 2^{3}}, da cui {\displaystyle \log _{10}3=(1+3\log _{10})/4\simeq 0,475}; il valore reale è 0,4771 circa.
  - {\displaystyle 7^{2}\simeq 10^{2}/2}, da cui {\displaystyle \log _{10}7\simeq 1-\log _{10}2/2}, o 0,85 circa (valore reale 0,8451).
- {\displaystyle e^{\pi }\simeq \pi +20}; corretto allo 0,004% circa.
- {\displaystyle e^{\pi {\sqrt {n}}}} è vicino a un intero per molti valori di {\displaystyle n}, particolarmente per {\displaystyle n=163}; questo ha radici nella teoria algebrica dei numeri.
- {\displaystyle \pi } secondi è un nanosecolo (ie {\displaystyle 10^{-7}} anni); corretto circa allo 0,5%.
- 1 anno {\displaystyle \approx \pi \cdot 10^{7}}, corretto allo 0,38%.
- Un attoparsec per micro-due settimana è approssimativamente uguale a 1 pollice per secondo (il valore reale è di circa 1,0043 pollici per secondo).
- Un miglio è circa {\displaystyle \phi } chilometri (corretto allo 0,5% circa), dove {\displaystyle \phi ={1+{\sqrt {5}} \over 2}} è la sezione aurea. Dal momento che questa è il limite del rapporto di due termini successivi della Sequenza di Fibonacci, questo dà una sequenza di approssimazioni {\displaystyle F_{n}} mi = {\displaystyle F_{n+1}} km, ad esempio 5 mi = 8 km, 8 mi = 13 km.
- {\displaystyle 2^{7/12}\simeq 3/2}; corretto allo 0,1% circa. In musica, questa coincidenza significa che nella scala cromatica di dodici semitoni a temperamento equabile sette semitoni sono molto vicini all'intervallo musicale di una quinta giusta, cosa che ha favorito il passaggio dal temperamento pitagorico e dal temperamento naturale al temperamento equabile.
- {\displaystyle \pi \simeq {\frac {63}{25}}\left({\frac {17+15{\sqrt {5}}}{7+15{\sqrt {5}}}}\right)}; approssimato alla nona cifra decimale (scoperta di Ramanujan).
- {\displaystyle N_{A}\simeq 2^{79}}, dove {\displaystyle N_{A}} è il numero di Avogadro; corretto allo 0,4% circa. Ciò significa che uno yobibyte è leggermente maggiore di due moli di byte.
- La velocità della luce è circa un piede per nanosecondo (corretto al 2%).

### Coincidenze tra matematica e mondo fisico

#### Velocità della luce
La velocià della luce è per definizione esattamente 299792458 m/s, molto vicina a 300000000 m/s. Questa è una pura coincidenza visto che il metro, originariamente, fu definito come 1/10 000 000 della distanza tra il polo nord terrestre e l'equatore lungo la superficie al livello del mare, e che la circonferenza della terra è circa 2/15 di un secondo luce.

#### Diametri angolari del Sole e della Luna
Visti dalla Terra, i diametri angolari del Sole variano tra 31′27″ e 32′32″, mentre queli della Luna tra 29′20″ e 34′6″. Il fatto che gli intervalli si accavallino è una coincidenza che ha implicazioni particolari per i tipi di eclissi che sono visibili dalla Terra.

#### Accelerazione di gravità
Anche se non è costante e varia in base a longitudine e latitudine, il valore numerico dell'accelerazione causata dalla gravità terrestre sulla superficie varia tra 9,74 e 9,87, che è un numero vicino a 10. Questo significa che, in base alla seconda legge di Newton, il peso di un chilogrammo sulla superficie terrestre corrisponde alla forza di circa 10 Newton esercitata su un oggetto.
Questo fatto è correlato alla coincidenza che il quadrato di pi-greco è vicino a 10. Infatti, una delle prime definizioni di metro fu la lunghezza di un pendolo il cui semiperiodo fosse uguale ad un secondo. Poiché il periodo di un pendolo è approssimativamente pari alla equazione di seguito esposta, l'algebra ci mostra che se fosse stata mantenuta la definizione sopra espressa l'accelerazione di gravità espressa in metri al secondo quadro sarebbe stata uguale al quadrato di {\displaystyle \pi }:
{\displaystyle T\approx 2\pi {\sqrt {\frac {L}{g}}}.}
Quando fu scoperto che la circonferenza della terra era molto vicina ad un quarantamilionesimo di questo valore, il metro fu ridefinito per aderire a tale rapporto, che costituiva uno standard più oggettivo poiché l'accelerazione di gravità sulla terra varia in base al luogo di misurazione.
Questo ha avuto l'effetto di incrementare la lunghezza del metro di meno di 1%, che era all'interno dell'errore sperimentale del tempo.